# Анализ на обучението
Анализът на обучението е измерване, събиране, анализ и отчитане на данни за учещите и средата им; целта е разбиране и оптимизиране на ученето и средата му. Нарастването на онлайн обучението от 1990-те години, особено във висшето образование, допринася за напредъка на подобни анализи, тъй като данните за учещите могат да бъдат следени и структурирани за анализ. Когато учащите ползват СУО, социални медии или подобни онлайн инструменти, техните щракания, навигация из съответния инструмент, време за изпълнение на задачата, социални мрежи, информационен поток и развитие на разбирането чрез дискусии могат да бъдат проследени. Бързото развитие на масови отворени онлайн курсове (MOOC) предлага допълнителни данни за изследователите за оценка на преподаването и ученето в онлайн среда.

## Определение
Въпреки че по-голямата част от литературата за Learning Analytics започна да приема гореспоменатата дефиниция, определението и целите на Learning Analytics все още са оспорвани.

### Анализът на обучението като модел за прогнозиране
По-ранна дефиниция предполага, че анализът на обучението е използването на интелигентни данни, данни идващи от учащите, и модели за анализ с цел откриване на информация и социални връзки за прогнозиране и даване на съвети относно ученето на хората. Но Джордж Сименс и Майк Шарки критикуват тази дефиниция.

### Анализът на обучението като вземане на решения чрез данни
По-широкият термин „аналитикс“ е наука за изследване на данни с цел да се направят заключения и, когато се използва при вземане на решения, с цел да се предложат възможни следващи действия. От тази гледна точка, анализът на обучението е конкретен тип аналитикс, в който вземането на решения цели да подобри ученето и образованието. През 2010 г. тази дефиниция на аналитикс се разраства, за да включи елементи от операционните изследвания, като дървета на решенията и стратегически карти за установяване на прогнозни модели и за определяне на вероятностите за определени следващи действия.